# Monachium
Monachium (niem. München, [ˈmʏnçən]ⓘ; baw. Minga) – miasto na prawach powiatu w południowych Niemczech, stolica kraju związkowego Bawaria, siedziba rejencji Górna Bawaria, regionu Monachium, powiatu Landkreis München (do którego jednak miasto nie należy) oraz Stowarzyszenia Krajowego (Landesverband) Technisches Hilfswerk, trzecie pod względem liczby ludności miasto Niemiec, zamieszkiwane pod koniec 2019 roku przez niemal 1,5 mln osób.
Monachium położone jest na Wyżynie Bawarskiej, nad rzeką Izarą. Jest siedzibą Federalnego Trybunału Finansowego (Bundesfinanzhof) oraz centrali prestiżowego Towarzystwa Maxa Plancka prowadzącego działalność badawczo-rozwojową w Niemczech i innych krajach Europy. Miasto jest ponadto głównym ośrodkiem gospodarczym i kulturalno-naukowym południowej części kraju.

## Historia

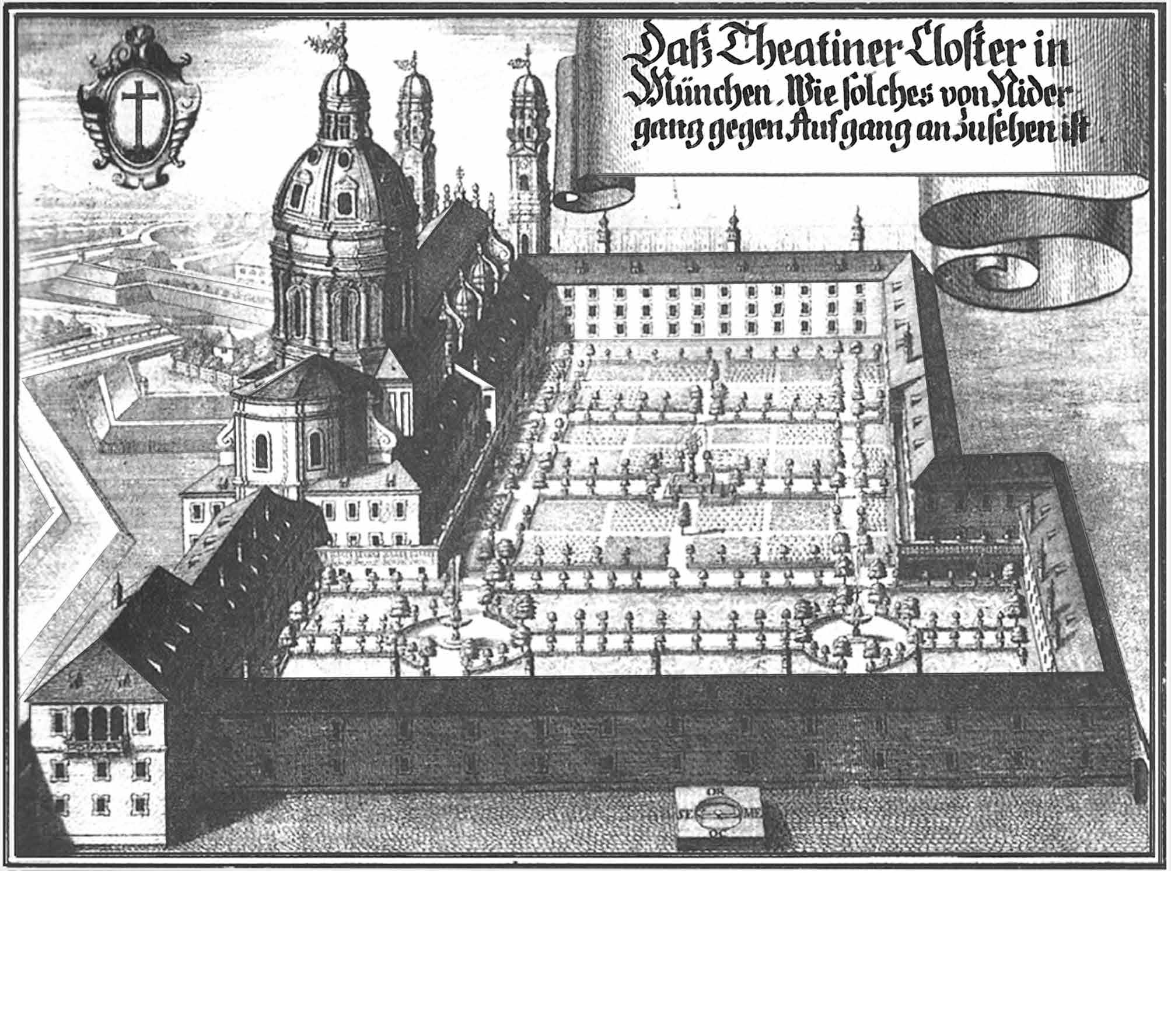
Kościół i klasztor teatynów ok. 1700

W 1158 roku Henryk Lew, książę Bawarii, dokonał lokacji miasta, nadając jednocześnie benedyktynom przywilej organizowania targów. Miasto powstało przy zamku i klasztorze, stąd pełna opisowa nazwa bei den Mönchen – przy mnichach. Dogodna lokalizacja na szlaku handlu solą i most na Izarze zadecydowały o szybkim rozwoju miasta. Od połowy XIII wieku Monachium stało się siedzibą rodu von Wittelsbach, który w 1255 przeniósł tu swoją rezydencję książęcą i władał miastem przez następne stulecia. W 1327 i 1429 miały miejsce wielkie pożary miasta. W latach 1468–1488 wzniesiono główną świątynię miasta – Katedrę Najświętszej Marii Panny. W okresie wojny trzydziestoletniej, w 1632, miasto zajęte zostało przez Szwedów pod wodzą Gustawa Adolfa. W 1759 została założona Bawarska Akademia Nauk, a w 1770 szkoła będąca zalążkiem Akademii Sztuk Pięknych.

### Od XIX wieku

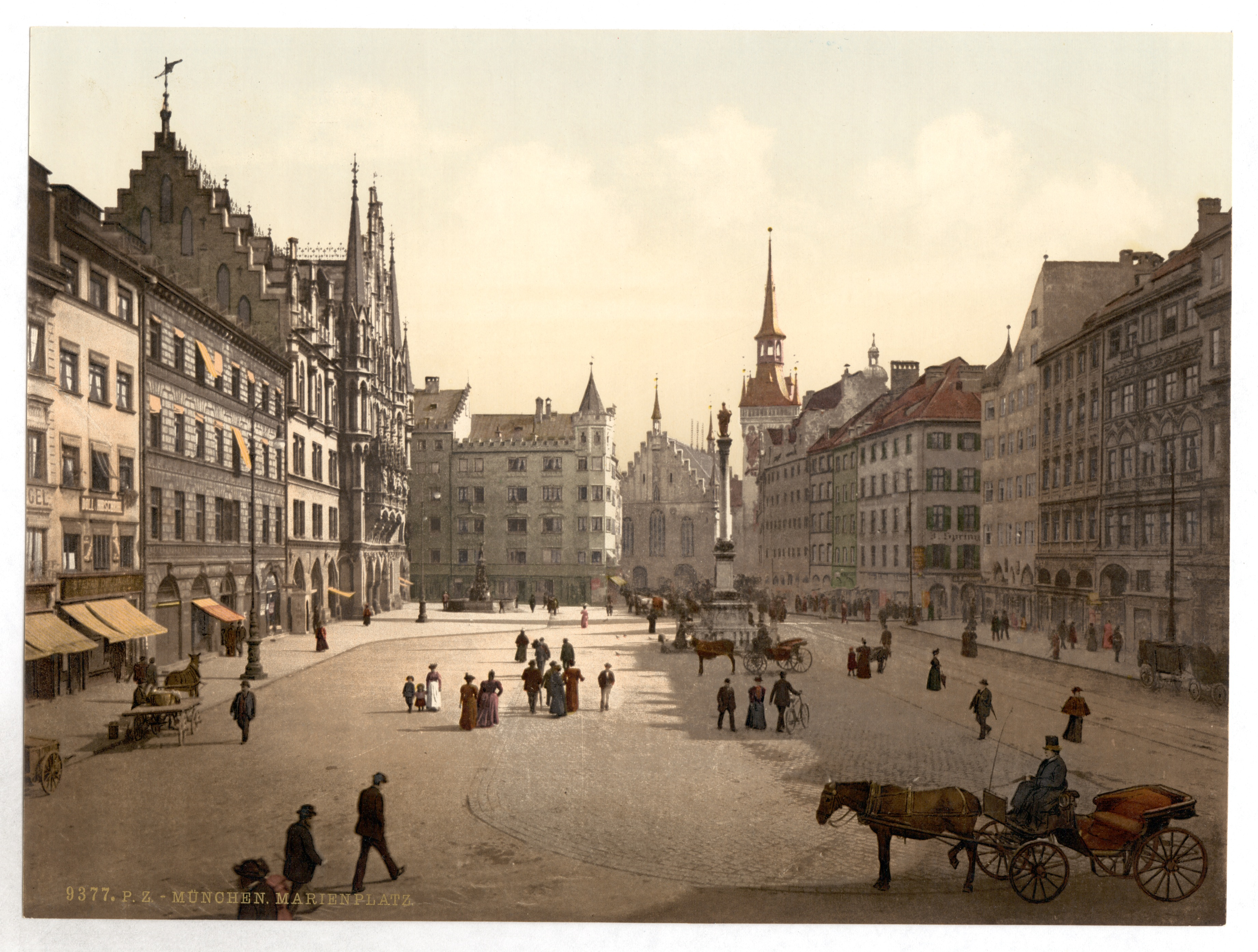
Marienplatz ok. 1900

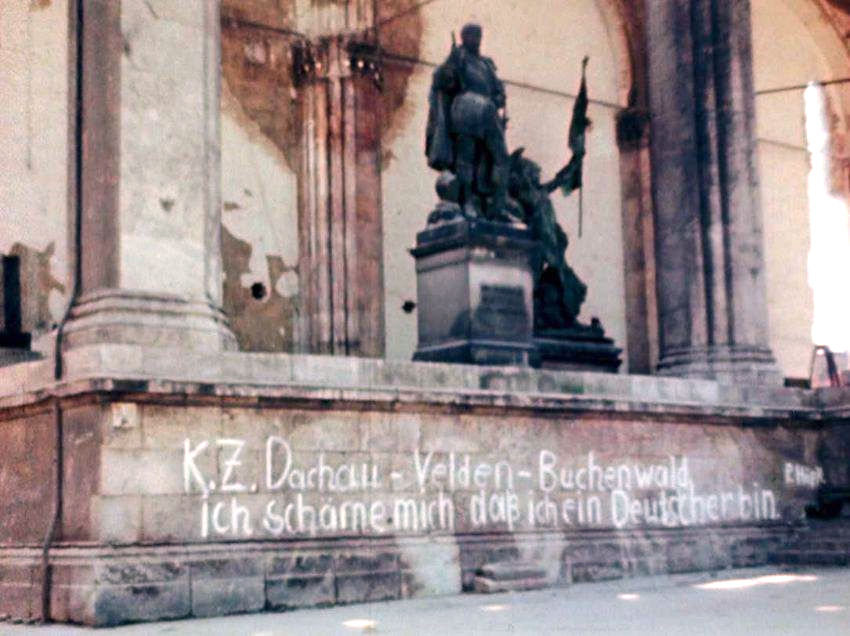
Feldherrnhalle w Monachium po zajęciu miasta przez wojska amerykańskie w 1945. Napis komentujący nazistowskie zbrodnie wykonany w jęz. niemieckim: Obozy koncentracyjne Dachau – Velden – Buchenwald; wstydzę się, że jestem Niemcem.

W 1806 roku, podczas wojen napoleońskich, miasto zostało stolicą nowo utworzonego Królestwa Bawarii. W XIX wieku rozpoczął się okres przyspieszonego rozwoju Monachium. Maksymilian I – pierwszy król – zdobył środki na wzniesienie klasycznych budowli. Zostały zbudowane Teatr Narodowy i Odeonsplatz. Syn i następca Maksymiliana I – król Ludwik I, miłośnik kultury antycznej i włoskiego renesansu – sprowadził architektów, rzeźbiarzy i malarzy. Zlecił budowę nowej siedziby dla uniwersytetu z Landshut, Starej Pinakoteki, Gliptoteki, monumentalnej bramy-pomnika Propylejów, Dzielnicy Muzeów (Kunstareal), Portyku Marszałków (Feldherrnhalle), Siegestor, Königsplatz, Ludwigstraße (reprezentacyjnej ulicy), Ruhmeshalle i gigantycznego posągu Bavarii. Monachium stało się jednym z najważniejszych ośrodków kultury europejskiej, tworzył tu m.in. kompozytor Richard Wagner. W 1852 został ukończony łuk triumfalny Brama Zwycięstwa (Siegestor), w 1874 monumentalny gmach Maximilianeum, w 1909 monumentalny Nowy Ratusz.
W 1919 powstała w Monachium Bawarska Republika Rad. W okresie Republiki Weimarskiej miasto stanowiło ośrodek ruchu nazistowskiego (pucz monachijski). W 1938 było miejscem zawarcia układu między Niemcami, Włochami, Francją a Wielką Brytanią. Miasto zostało poważnie zniszczone w czasie II wojny światowej.

## Liczba mieszkańców
1880 – 230 023, 1885 – 261 981, 1890 – 349 024, 1900 – 499 932, 1910 – 596 467, 1925 – 680 704, 1933 – 735 388, 1939 – 815 212, 1950 – 831 937, 1960 – 1 079 400, 2020 – 1 488 202.

## Architektura

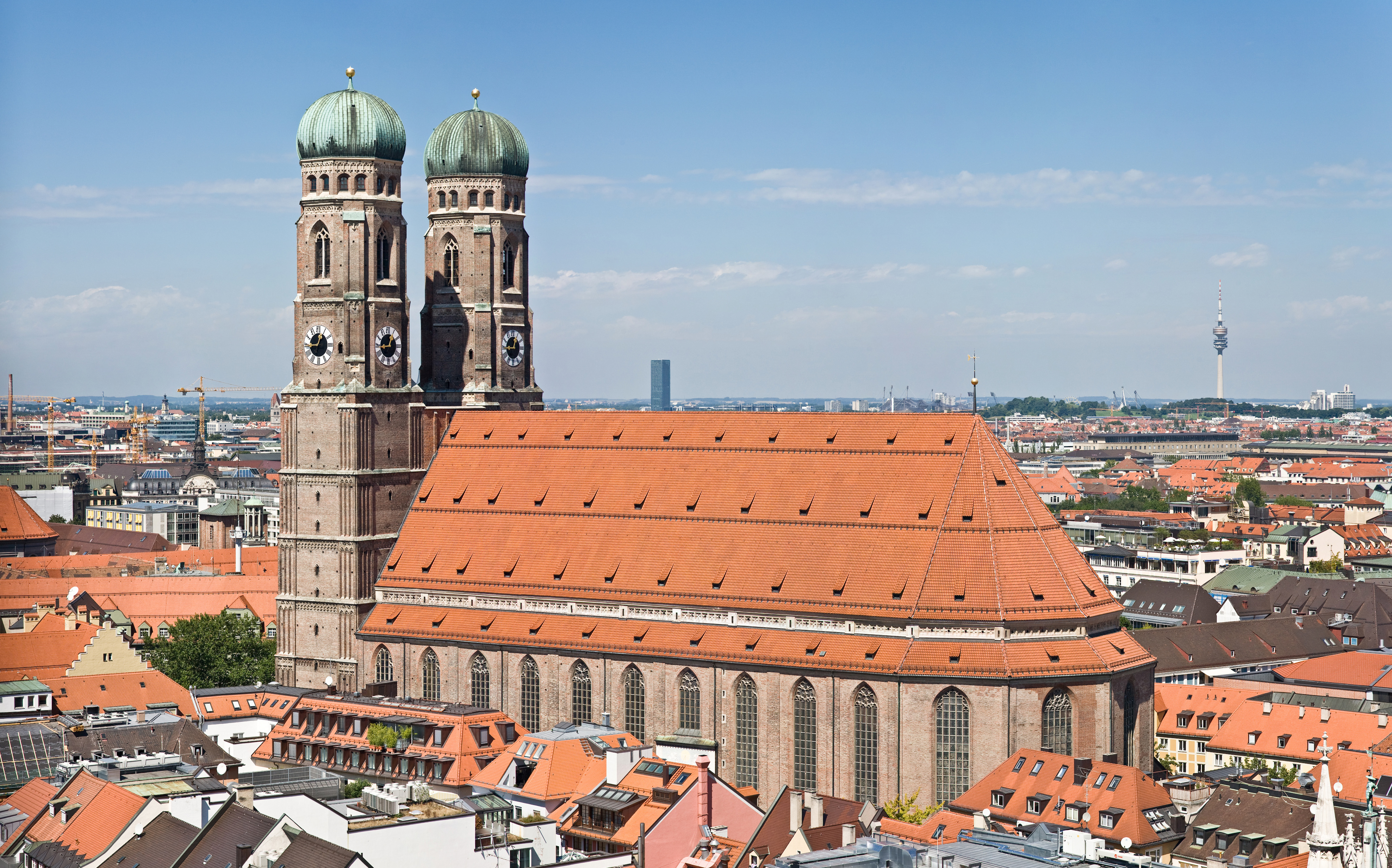
Katedra NMP

Położony na Starym Mieście Marienplatz wyznacza centrum Monachium. Wokół placu rozciąga się strefa ruchu pieszego, obejmująca powierzchnię 1 km².

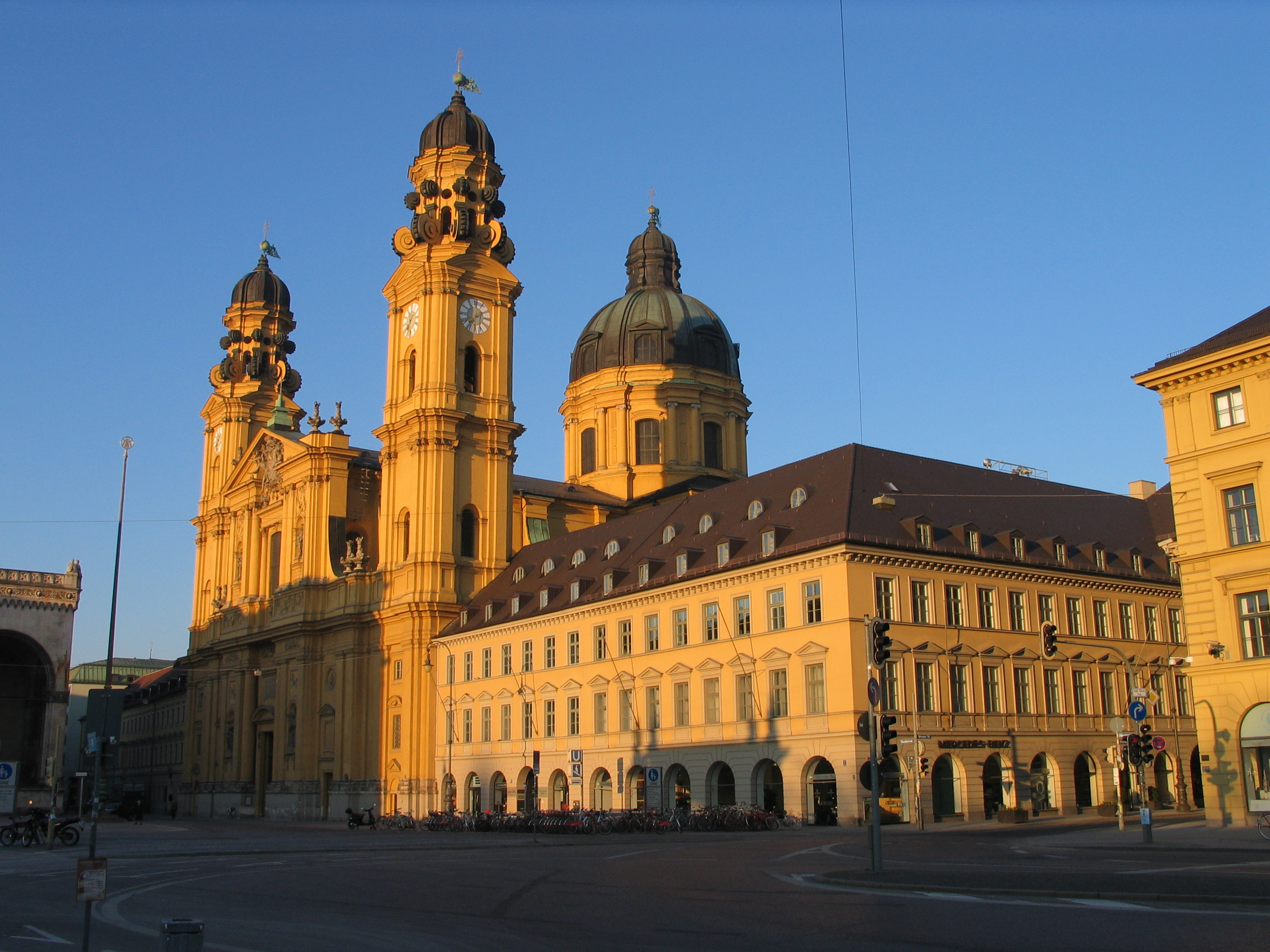
Kościół Teatynów

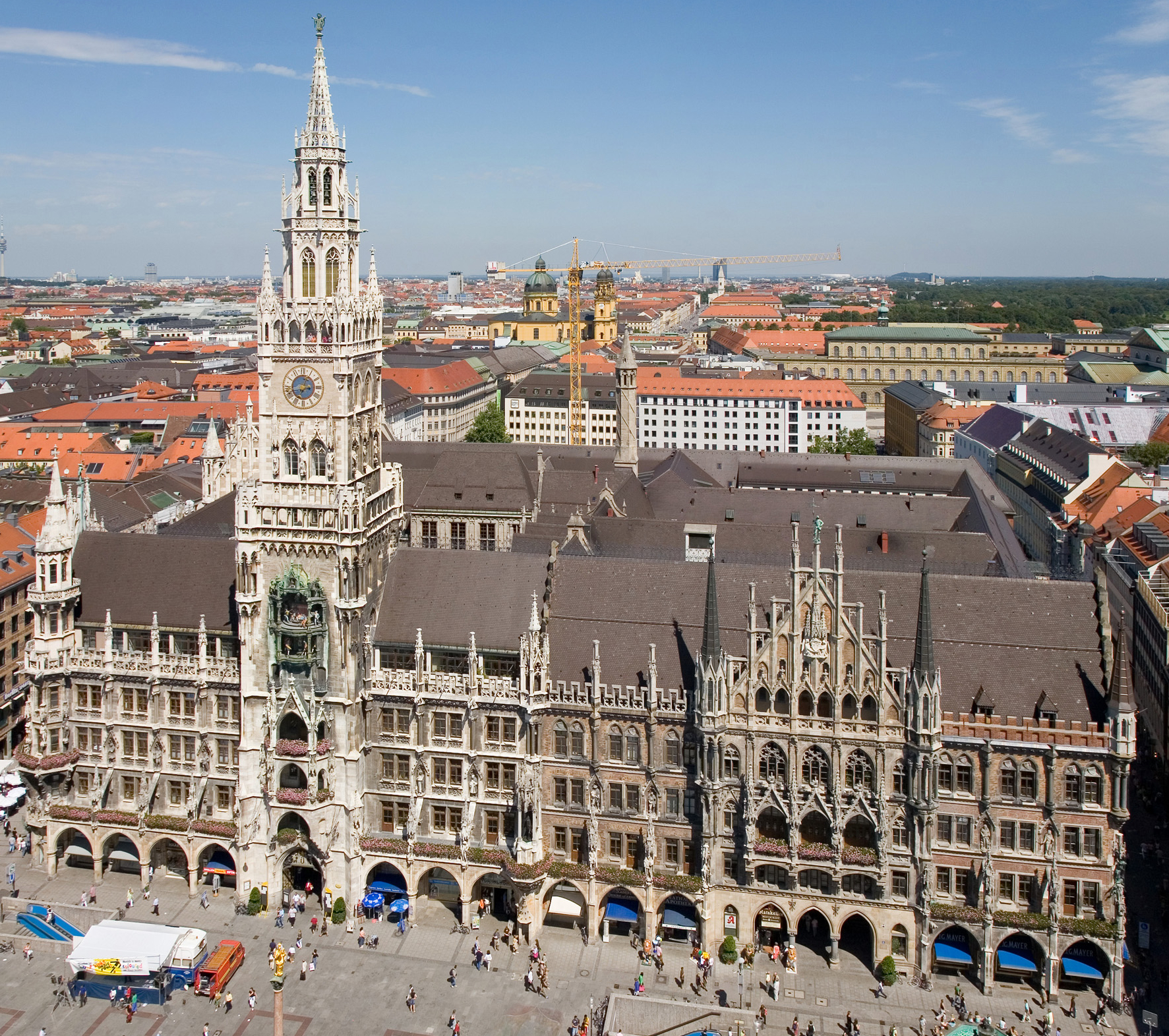
Nowy Ratusz

- Trzy dawne bramy miejskie: Isartor, Sendlinger Tor i Karlstor, będące pozostałością po średniowiecznych fortyfikacjach miejskich.
- Katedra Najświętszej Marii Panny (niem. Frauenkirche) pochodząca z XV wieku. Jest najbardziej znaną świątynią w Monachium. Wybudowana z cegły, posiada dwie wieże zwieńczone miedzianymi kopułami, które górują nad miastem.
- Kościół św. Piotra (niem. Peterskirche) położony w pobliżu Marienplatz, gotycki, jest najstarszym kościołem w Monachium, jego historia sięga połowy XII wieku.
- Kościół Ducha Świętego (niem. Heiliggeistkirche), pierwotnie gotycki, przebudowany w stylu barokowym (1724–1730).
- Kościół św. Michała (niem. Michaelskirche), późnorenesansowy.
- Kościół św. Jana Nepomucena (niem. Asamkirche, 1733–1738), dzieło braci Asamów.
- Kościół Teatynów (niem. Theatinerkirche), barokowy z XVII wieku.
- Kościół Świętej Trójcy (niem. Dreifaltigkeitskirche), barokowy, z początków XVIII w.
- Bürgersaal – dwukondygnacyjny, barokowy kościół z początków XVIII wieku, z wnętrzem w stylu rokokowym.
- Kościół św. Ludwika z I połowy XIX wieku.
- Alter Hof, dawna rezydencja cesarska Ludwika IV Bawarskiego pochodząca z XIII wieku, znajdująca się w centrum Monachium; po zniszczeniach wojennych zrekonstruowana w 1950.
- Rezydencja (niem. Residenz) to położony na północnych obrzeżach Starego Miasta pałac wybudowany dla Wittelsbachów w stylu manierystycznym w latach 1570–1620. Wielokrotnie przebudowywany, zwłaszcza na początku XIX wieku, kiedy rozbudowano go o, reprezentujące styl arkadowy, Königsbau i kościół Wszystkich Świętych. Zniszczony w czasie II wojny światowej, odbudowany w latach 60., służy obecnie jako muzeum.
- Nowy Ratusz (niem. Neues Rathaus) to bogato zdobiona budowla pochodząca z końca XIX wieku w stylu neogotyckim znajdująca się na Marienplatz. Monumentalny budynek o prawie 100-metrowej fasadzie posiada powierzchnię 7115 m². Na prawo od dziedzińca ratuszowego stoi gotycka wieża Starego Ratusza (Altes Rathaus), będąca rekonstrukcją XV-wiecznej budowli, która spłonęła od uderzenia pioruna.
- Feldherrnhalle – pomnik bohaterów Bawarii.
- Stara Pinakoteka (niem. Alte Pinakothek) to muzeum, w którym znajdują się zbiory malarstwa pochodzące z wieków od XIV do XVIII. Mieści się w neorenesansowym budynku zaprojektowanym przez Lea von Klenze.
- Nowa Pinakoteka, kolekcja sztuki europejskiej od czasów klasycyzmu do art nouveau.
- Gliptoteka – muzeum sztuki starożytnej w neoklasycystycznym gmachu projektu Lea von Klenze.
- Pałac Nymphenburg – barokowa budowla pochodząca z XVII wieku, zbudowana pierwotnie w stylu włoskiego dworku wiejskiego przez Agostina Barelli. W swej historii pałac był wielokrotnie rozbudowywany i przekształcany.
- Budynek Maximilianeum, pochodzący z 1876 roku, wybudowany jest w stylu neogotyckim. Budowla mieści się w monachijskiej dzielnicy Haidhausen; obecnie jest siedzibą bawarskiego parlamentu.

## Parki

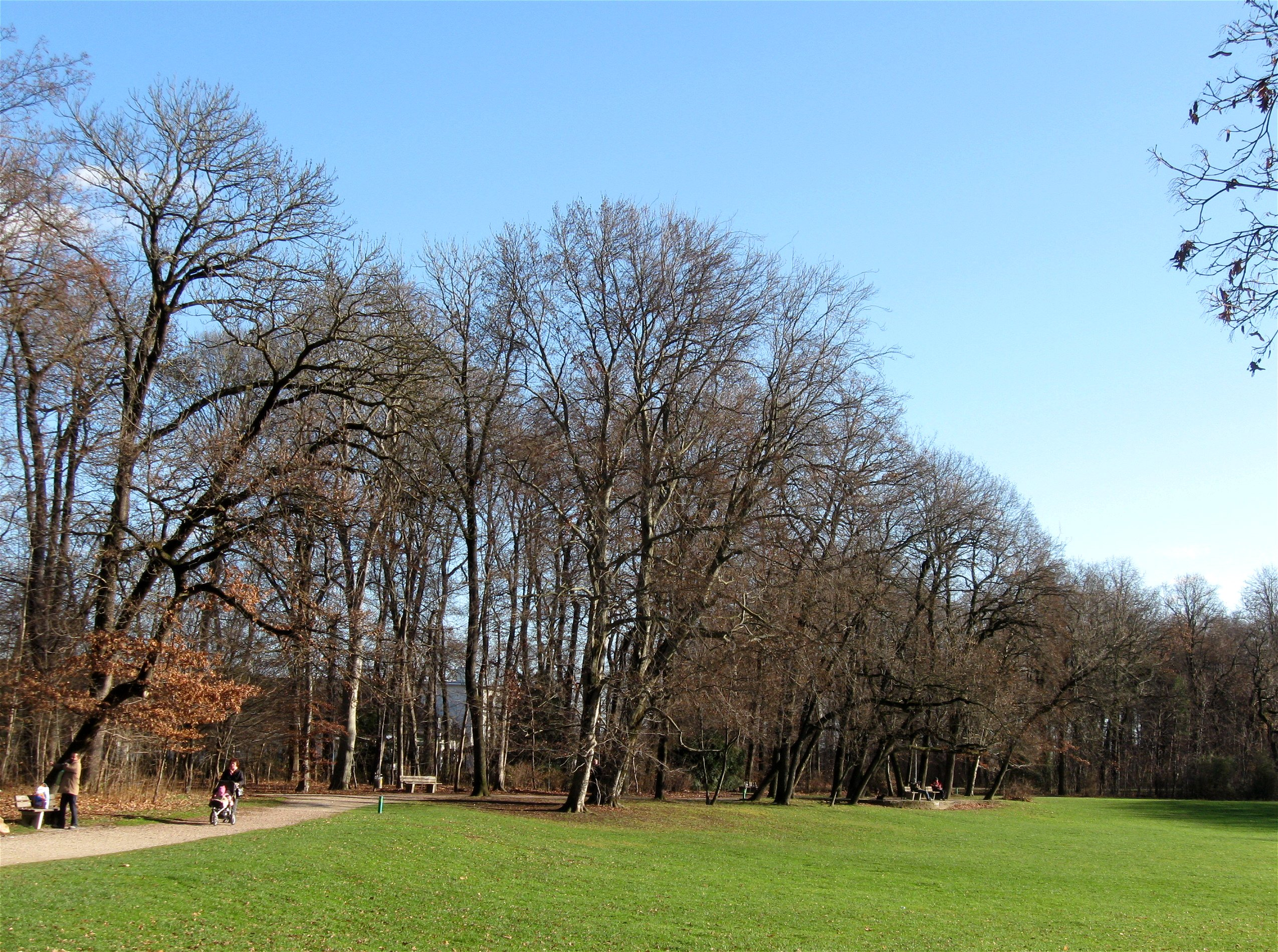
Bavariapark

Monachium posiada wiele całorocznie pielęgnowanych parków i terenów zielonych. Dużą część pielęgnowanej zieleni miejskiej stanowią tzw. pasy zieleni (Grünstreifen). Są to najczęściej obszary usytuowane między osiedlami lub na tyłach ciągów kamienic, pielęgnowane przez gospodarkę komunalną miasta z taką samą starannością jak parki miejskie. Rozpiętość pasów zieleni osiąga nierzadko kilkaset metrów do kilometra.

### Ogród Angielski

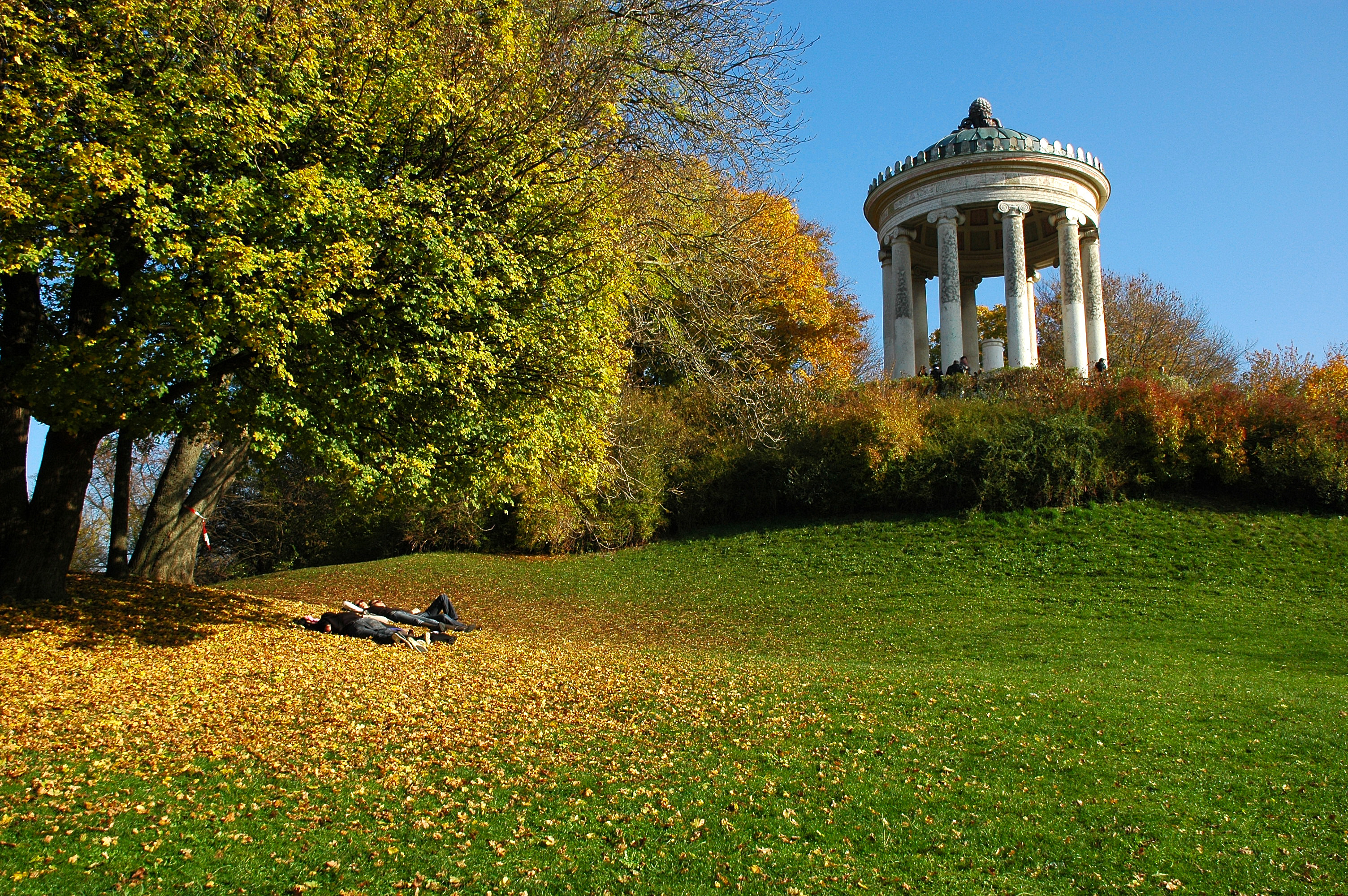
Ogród Angielski

W samym sercu miasta znajduje się założony w 1788 roku na obszarze wcześniejszego prywatnego lasu Ogród Angielski (niem. Englischer Garten), obejmujący powierzchnię 4,17 km². Jest on największym śródmiejskim parkiem na świecie. Położony jest wzdłuż przecinającej miasto rzeki Izary, w większości po jej lewobrzeżnej stronie. Park jest podzielony na część południową mającą charakter prototypowego parku miejskiego i część północną przypominającą zadbany park leśny. Obie części przecina trasa samochodowa szybkiego ruchu, niekolidująca z drogami łączącymi obie części parku. W części południowej znajduje się jeden z największych w Monachium ogrodów piwnych (Biergarten) wokół chińskiej wieży, jak i sztucznie nasypane wzniesienie z klasycystyczną kopułą na greckich kolumnach, będące popularnym punktem widokowym na centrum miasta i południową część parku. W parku znajduje się również słynna na cały świat plaża naturystów, jedyna taka na świecie w centrum wielkiego miasta. W pobliżu parku, po jego zachodniej stronie, znajduje się większość instytutów Uniwersytetu Ludwika i Maksymiliana, w tym budynek główny, przez co park jest licznie odwiedzany przez studentów i ogólnie młodych ludzi. Park jest udostępniony bez ograniczeń rowerzystom. Latem młodzi ludzie grają muzykę na żywo.

## Gospodarka

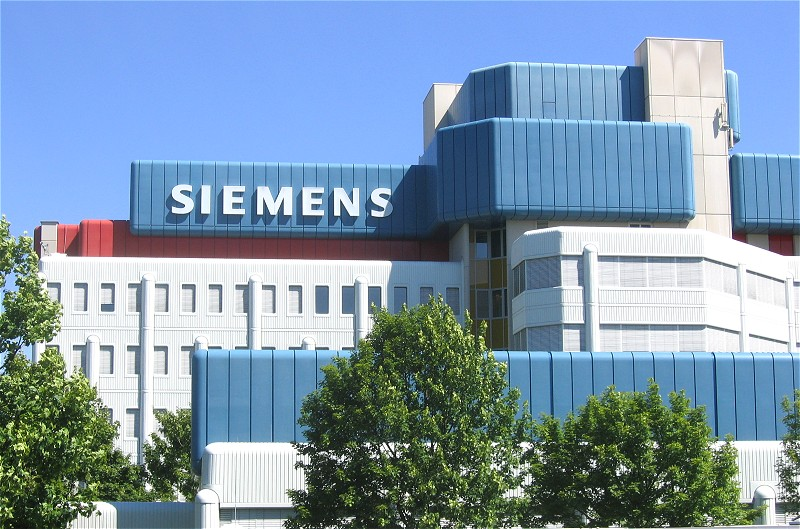
Zakłady Siemensa

Monachium jest wielkim ośrodkiem gospodarczym i finansowym z siedzibami banków, przedsiębiorstw ubezpieczeniowych (m.in. największego na świecie towarzystwa reasekuracyjnego Munich Re), instytucji handlowych.
Silnie rozwinięty przemysł elektrotechniczny (m.in. zakłady Siemens), środków transportu (produkcja samochodów BMW), maszynowy i włókienniczy. Znajdują się tu zakłady przemysłu chemicznego, elektronicznego, poligraficznego, a także precyzyjnego (zakłady optyczne) i spożywczego (browarnictwo). Jest też dużym ośrodkiem handlu i siedzibą znanych koncernów przemysłowych. Rozwinięte jest tu też rzemiosło artystyczne (m.in. wyroby z porcelany).

## Transport

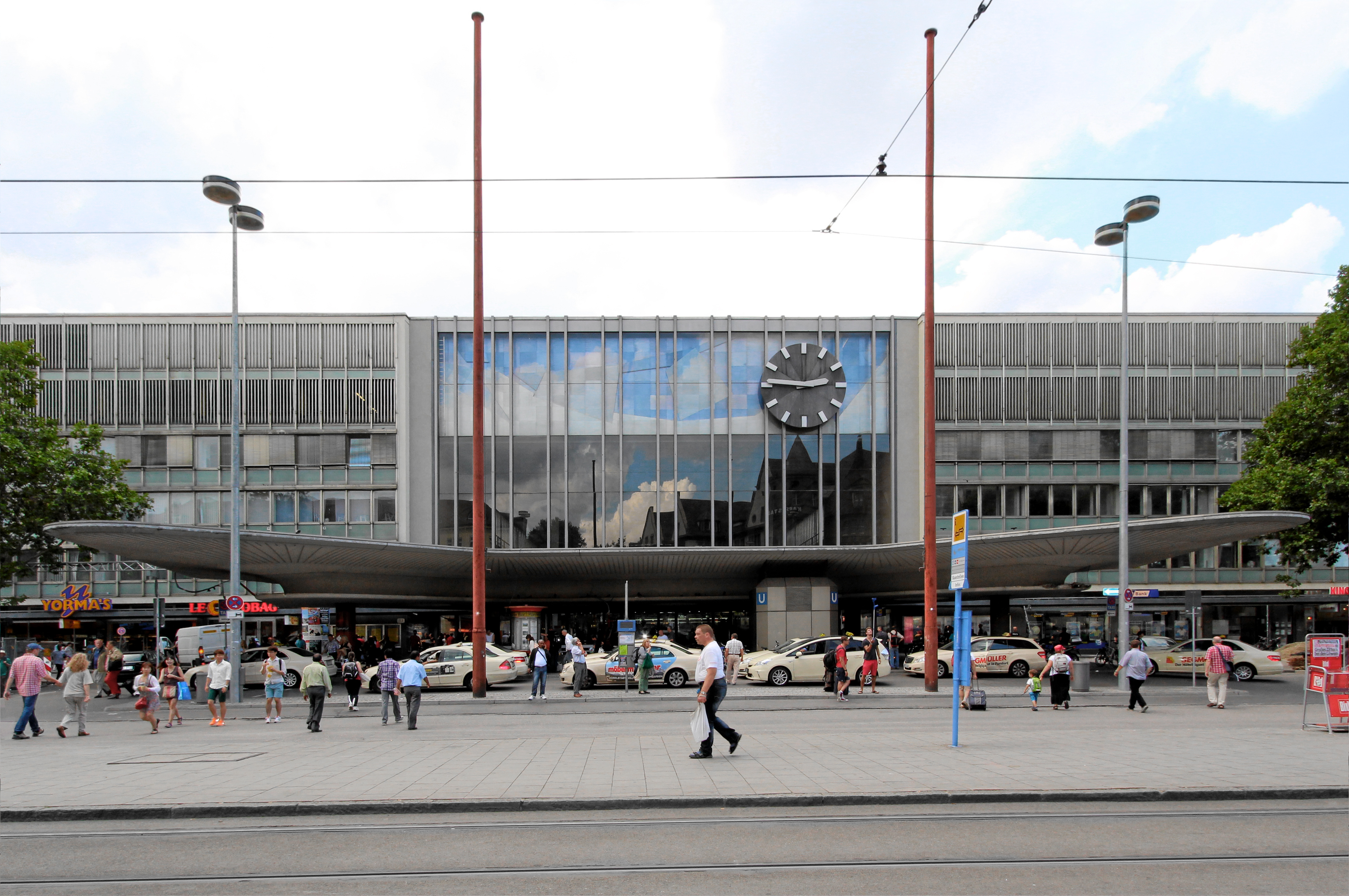
Dworzec główny

Aglomeracja monachijska, licząca 2,6 miliona mieszkańców, posiada dobrze rozbudowaną infrastrukturę transportową. Transport na terenie miasta zapewnia osiem linii metra oraz S-Bahn, kolej regionalna i liczne linie tramwajowe. System dodatkowo uzupełniony jest przez linie autobusowe docierające na tereny pozbawione połączeń szynowych. Dworzec główny München Hauptbahnhof umiejscowiony jest w ścisłym centrum miasta. Od 28 maja 2006 Monachium połączone jest trasą kolei dużych prędkości ICE prowadzącą do Norymbergi przez Ingolstadt. Pociągi na tej trasie mogą rozwijać prędkość 300 km/h. Port lotniczy w Monachium usytuowany jest w odległości około 30 km na północny wschód. Jest to jedno z najbardziej ruchliwych lotnisk w Niemczech. W 2006 lotnisko obsłużyło 34 miliony pasażerów. Podróż koleją z dworca głównego na lotnisko trwa 40–45 minut.

### Stacje kolejowe
München Hauptbahnhof, München-Giesing, München Harras, München-Laim, München-Langwied, München Leienfelsstraße, München Donnersbergerbrücke, München Hackerbrücke, München Isartor, München Karlsplatz, München Marienplatz, München Westkreuz, München-Pasing, München Ost.

## Nauka i oświata

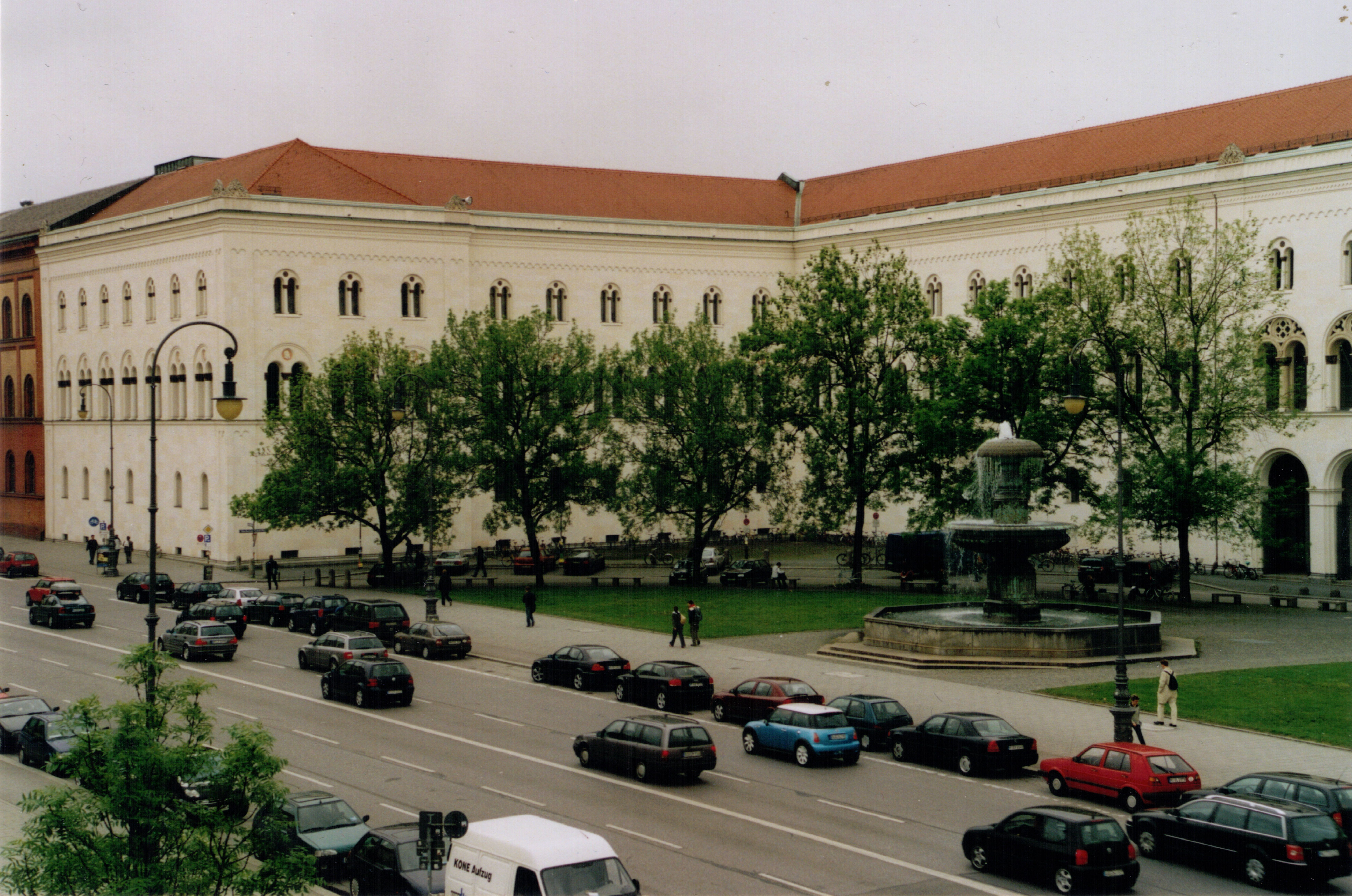
Budynek Uniwersytetu Ludwika i Maksymiliana

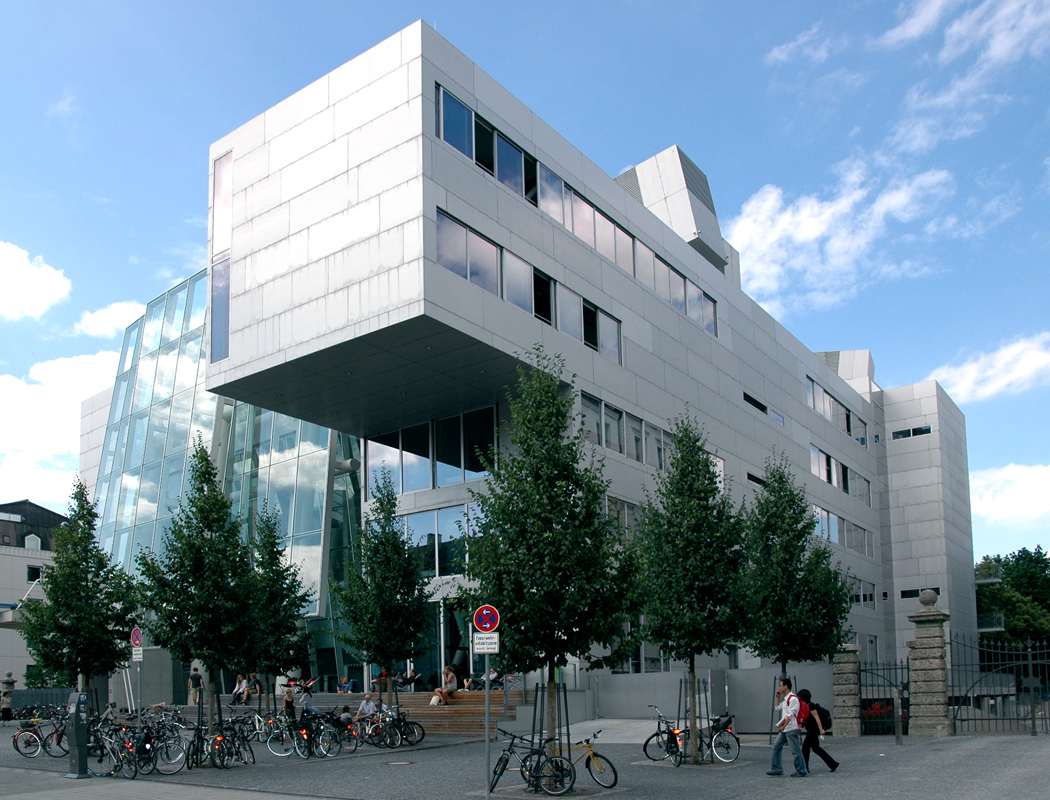
Nowy budynek Akademii Sztuk Pięknych

Monachium jest największym i najbardziej znaczącym ośrodkiem naukowym południowych Niemiec. Znajdują się tu liczne uczelnie, między innymi:
- Akademia Sztuk Pięknych.
- Uniwersytet Ludwika i Maksymiliana, sięgający tradycjami 1472 roku.
- Uniwersytet Techniczny, powołany w 1868 roku jako politechnika. W 1930 wchłonął wyższą szkołę rolniczą. Obecna nazwa obowiązuje od roku 1970.
- Wyższa Szkoła Zawodowa (Fachhochschule München), istniejąca od 1971 roku.
- Uniwersytet Bundeswehry w Monachium, powstały w 1972 roku.
- Wyższa Szkoła Muzyczna (Musikhochschule München).
- Wyższa Szkoła Telewizji i Filmu (Hochschule für Fernsehen und Film München).
- Wolny Uniwersytet Ukraiński, powstały w 1921 (w Monachium od 1945).

LMU, TUM, FH i MH posiadają wspólną organizację (Studentenwerk München) zarządzającą wszystkimi państwowymi domami studenckimi w Monachium. Studentenwerk dysponuje obecnie (2008) 10 000 miejsc w akademikach, z czego 99% to miejsca w jednoosobowych pokojach lub jednoosobowych apartamentach.

## Podział administracyjny
Nowy podział na dzielnice (Stadtbezirke), który wszedł w życie w roku 1992, zmniejszył liczbę dzielnic w Monachium z 41 do 25. Są to (w porządku alfabetycznym):
| - Allach-Untermenzing (23) - Altstadt-Lehel (1) - Aubing-Lochhausen-Langwied (22) - Au-Haidhausen (5) - Berg am Laim (14) - Bogenhausen (13) - Feldmoching-Hasenbergl (24) - Hadern (20) - Laim (25) - Ludwigsvorstadt-Isarvorstadt (2) - Maxvorstadt (3) - Milbertshofen-Am Hart (11) - Moosach (10) | - Neuhausen-Nymphenburg (9) - Obergiesing-Fasangarten (17) - Pasing-Obermenzing (21) - Ramersdorf-Perlach (16) - Schwabing-Freimann (12) - Schwabing-West (4) - Schwanthalerhöhe (8) - Sendling (6) - Sendling-Westpark (7) - Thalkirchen-Obersendling-Forstenried-Fürstenried-Solln (19) - Trudering-Riem (15) - Untergiesing-Harlaching (18) |  |

## Polonica

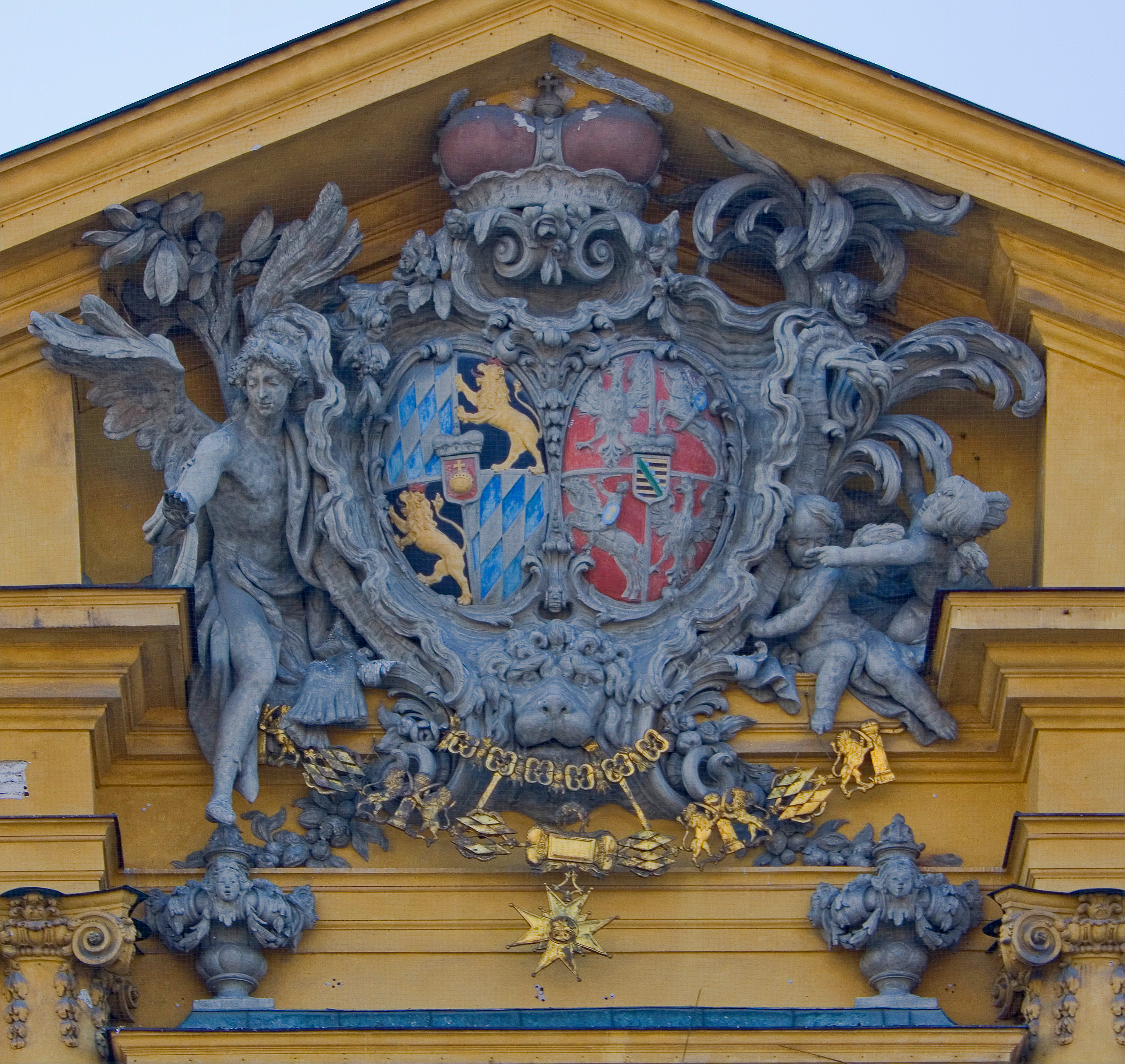
Herby Bawarii i Rzeczypospolitej na szczycie fasady Kościoła Teatynów

- Szkoła monachijska, monachijczycy, grupa polskich malarzy działających od połowy XIX w. do 1914 w Monachium.
- Muzeum Rezydencji posiada bogate zbiory polskie, pochodzące z czasów I Rzeczypospolitej.
- Fasada XVII-wiecznego Kościoła Teatynów jest ozdobiona kartuszem z herbami Elektoratu Bawarii i I Rzeczypospolitej. W kościele spoczywają polskie królewny Teresa Kunegunda Sobieska i Maria Anna Wettyn.
- W Katedrze Najświętszej Marii Panny została pochowana piastowska księżniczka Beatrycze świdnicka.
- Na Stadionie Olimpijskim w Monachium reprezentacja Polski odniosła zwycięstwo nad Brazylią w meczu o brązowy medal Mistrzostw Świata w Piłce Nożnej 1974.
- Działają tu Centrum Kultury Polskiej oraz klub piłkarski Polonia Monachium. Ukazuje się także pismo Polonik Monachijski.
- Mieści się tu Konsulat Generalny RP.

## Galeria

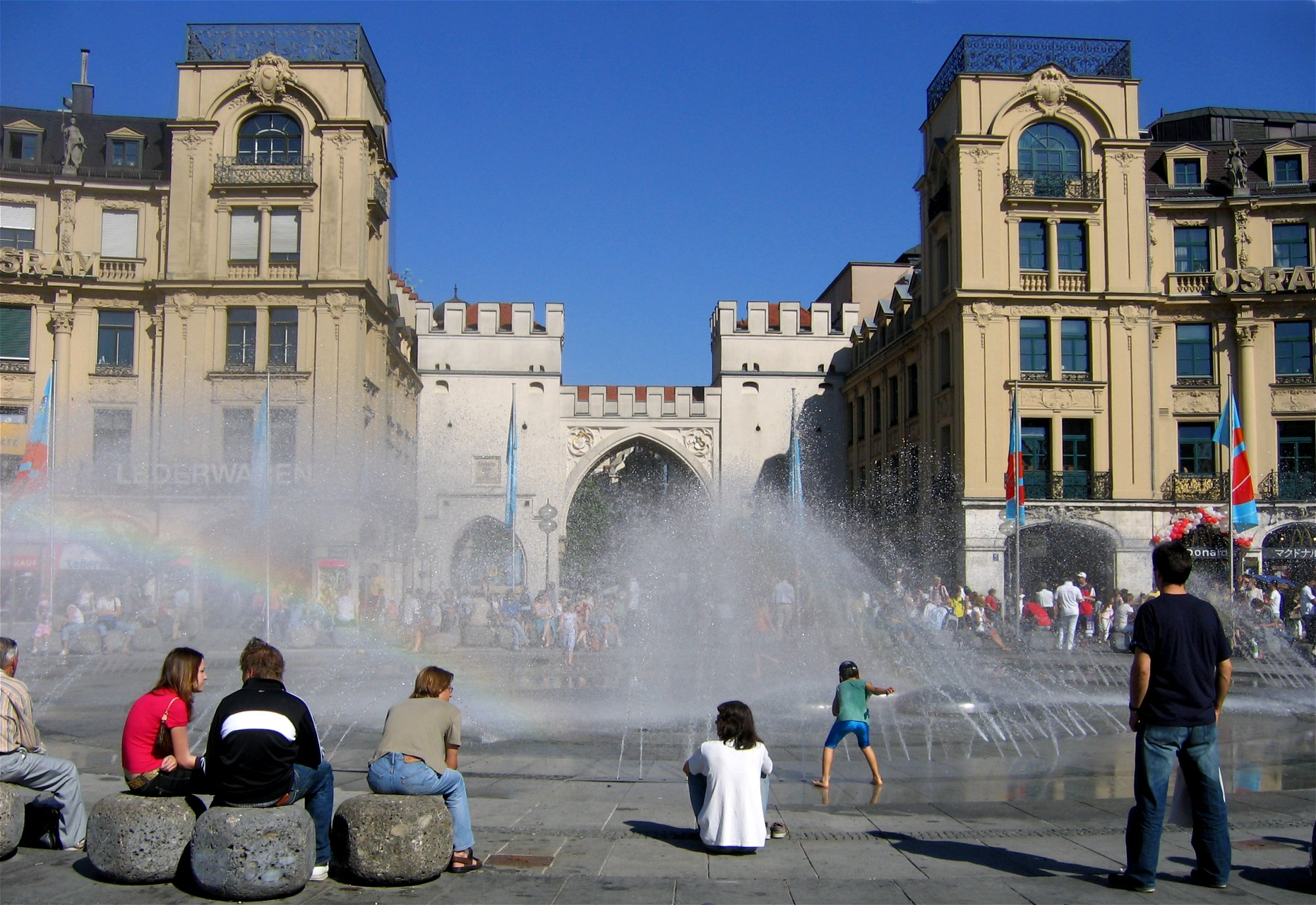
Karlstor
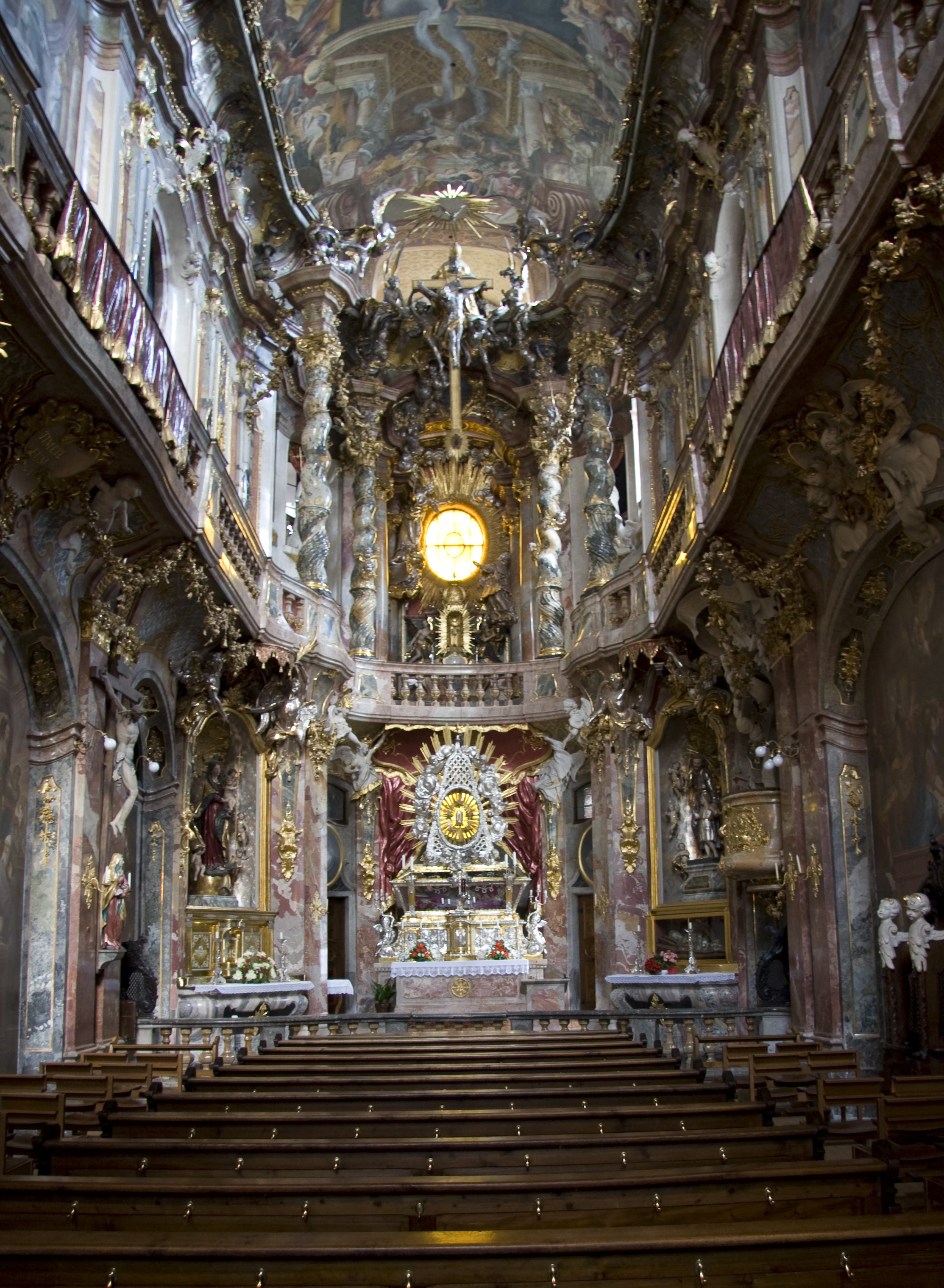
Wnętrze kościoła św. Jana Nepomucena
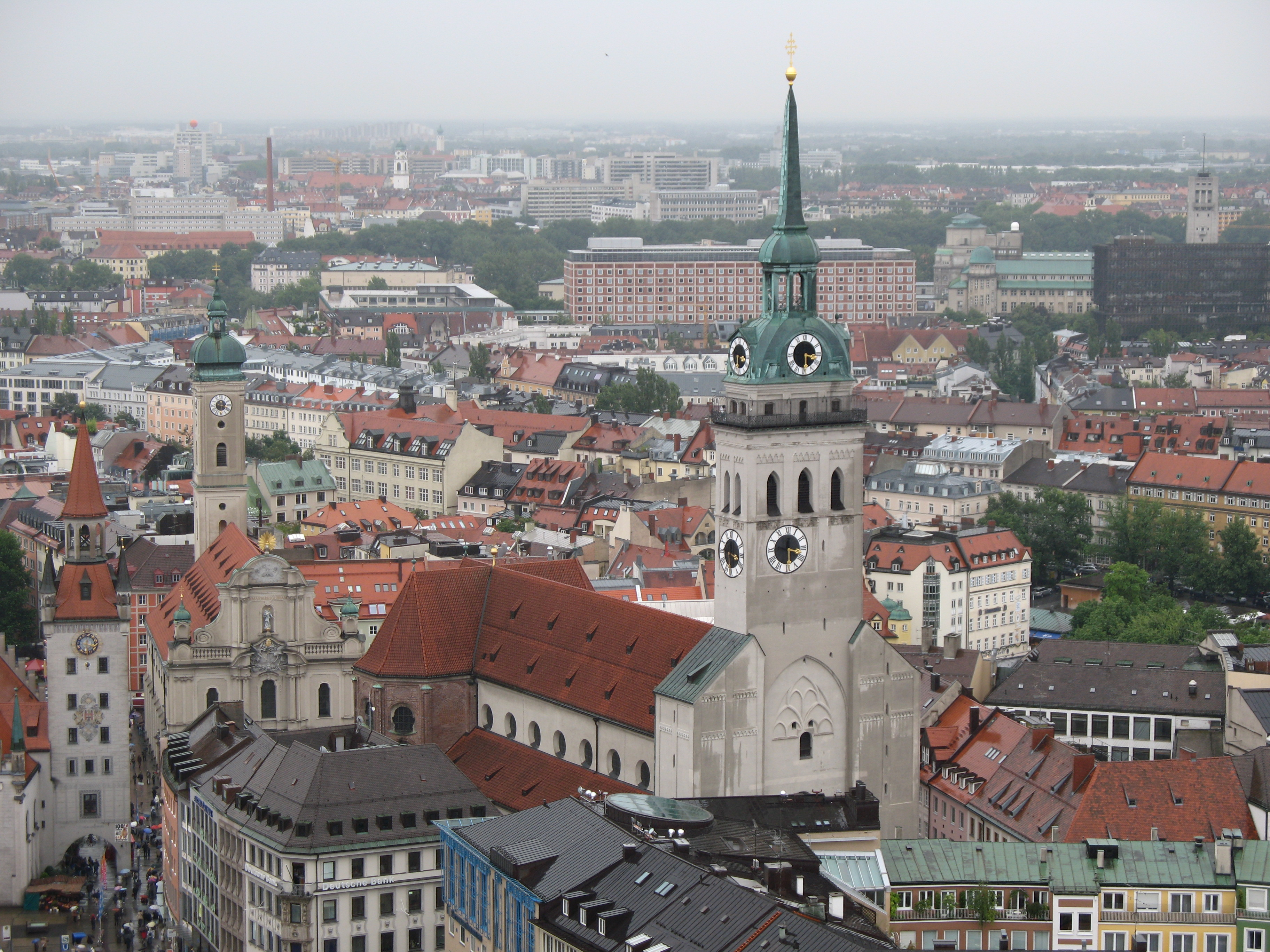
Kościół Świętego Piotra, w głębi kościół Ducha Świętego i wieża Starego Ratusza
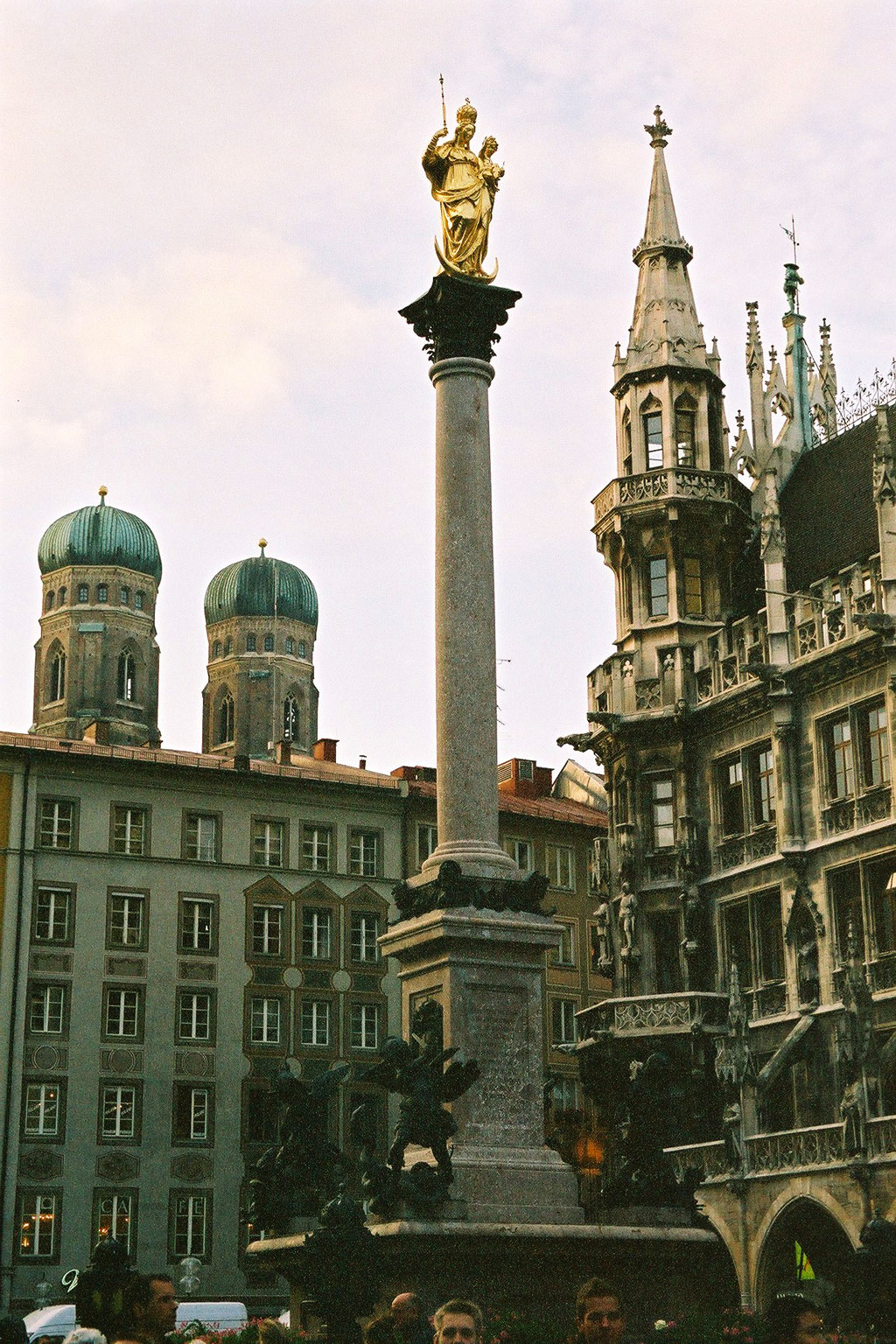
Marienplatz
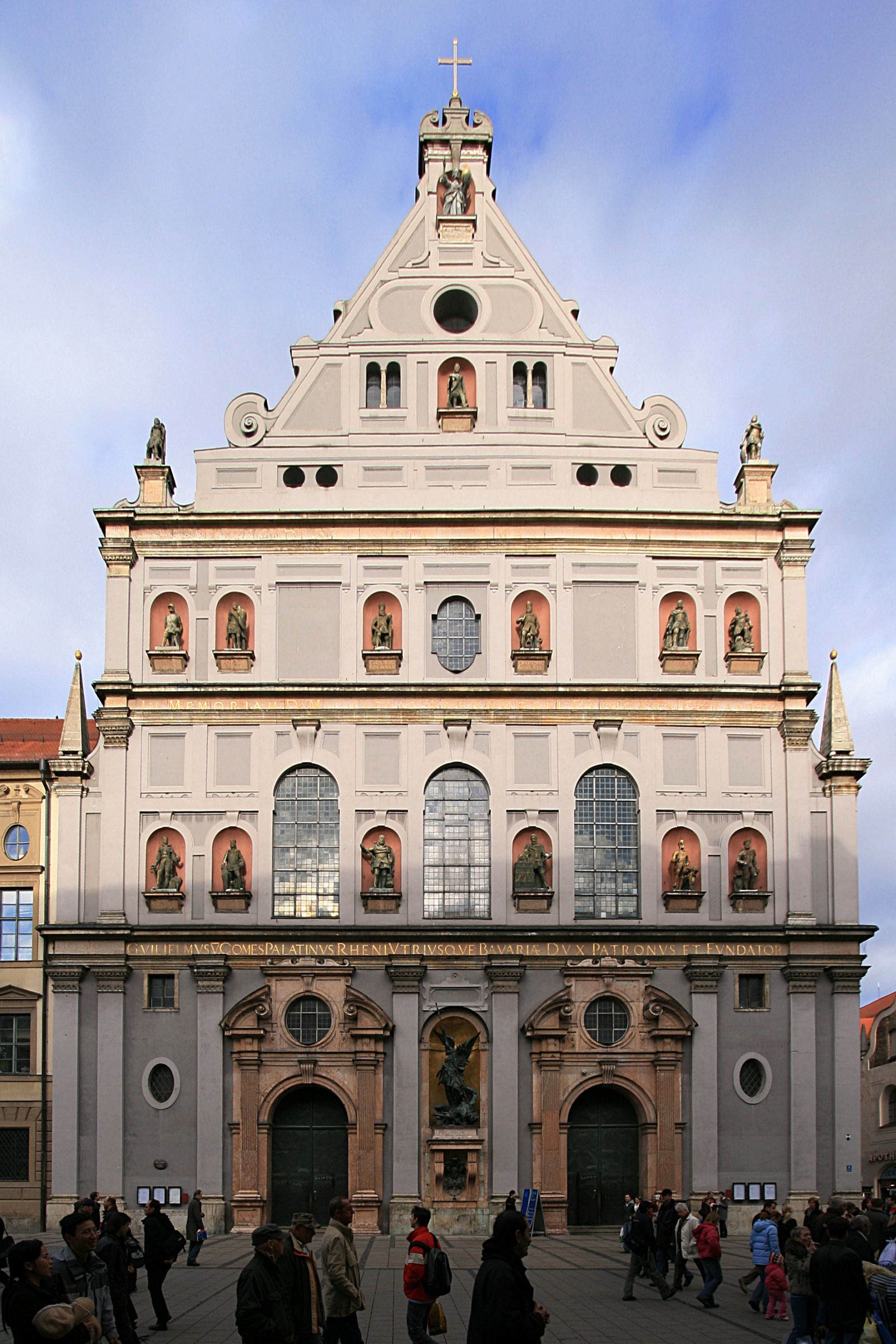
Kościół św. Michała
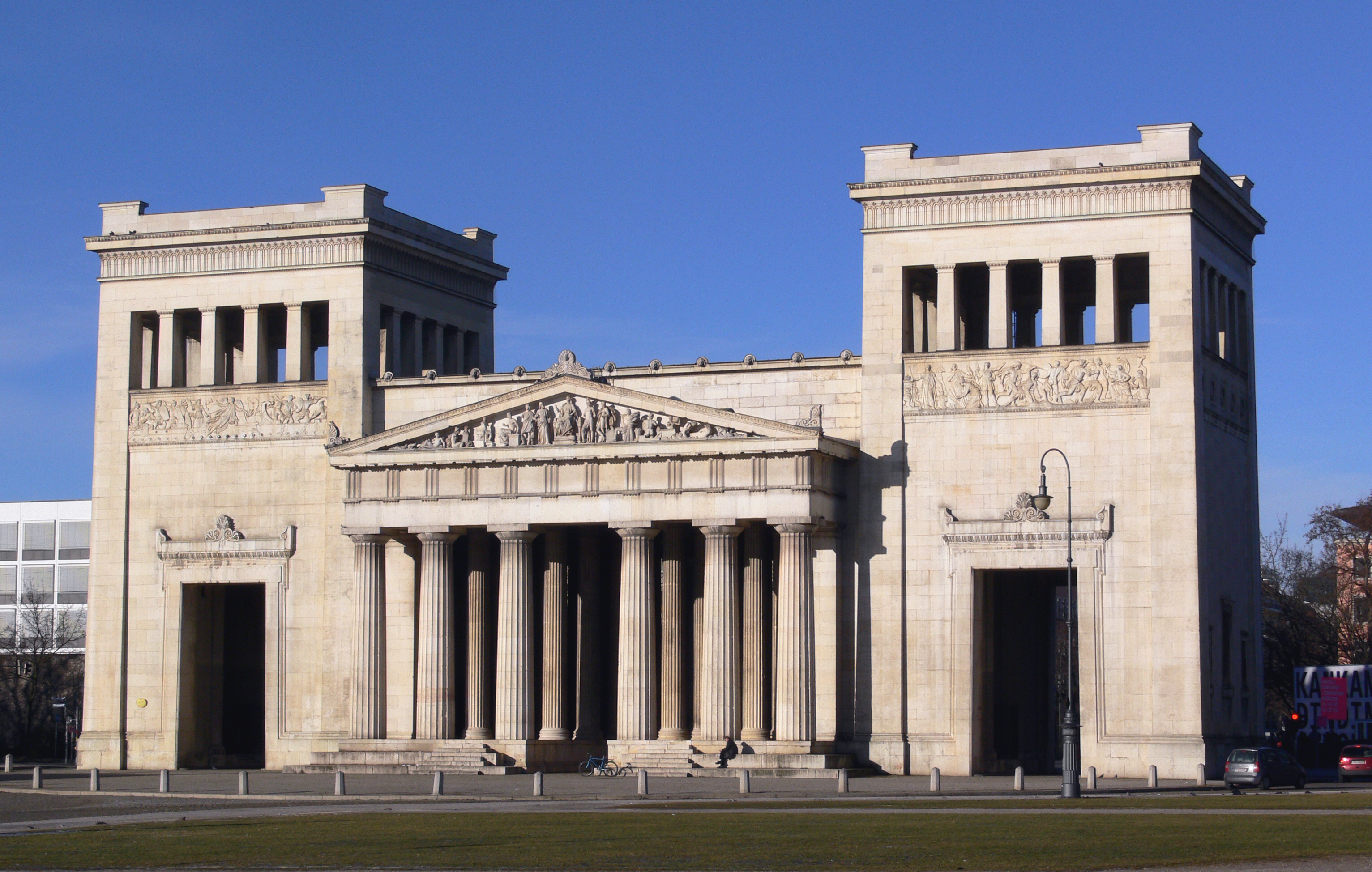
Propyleje
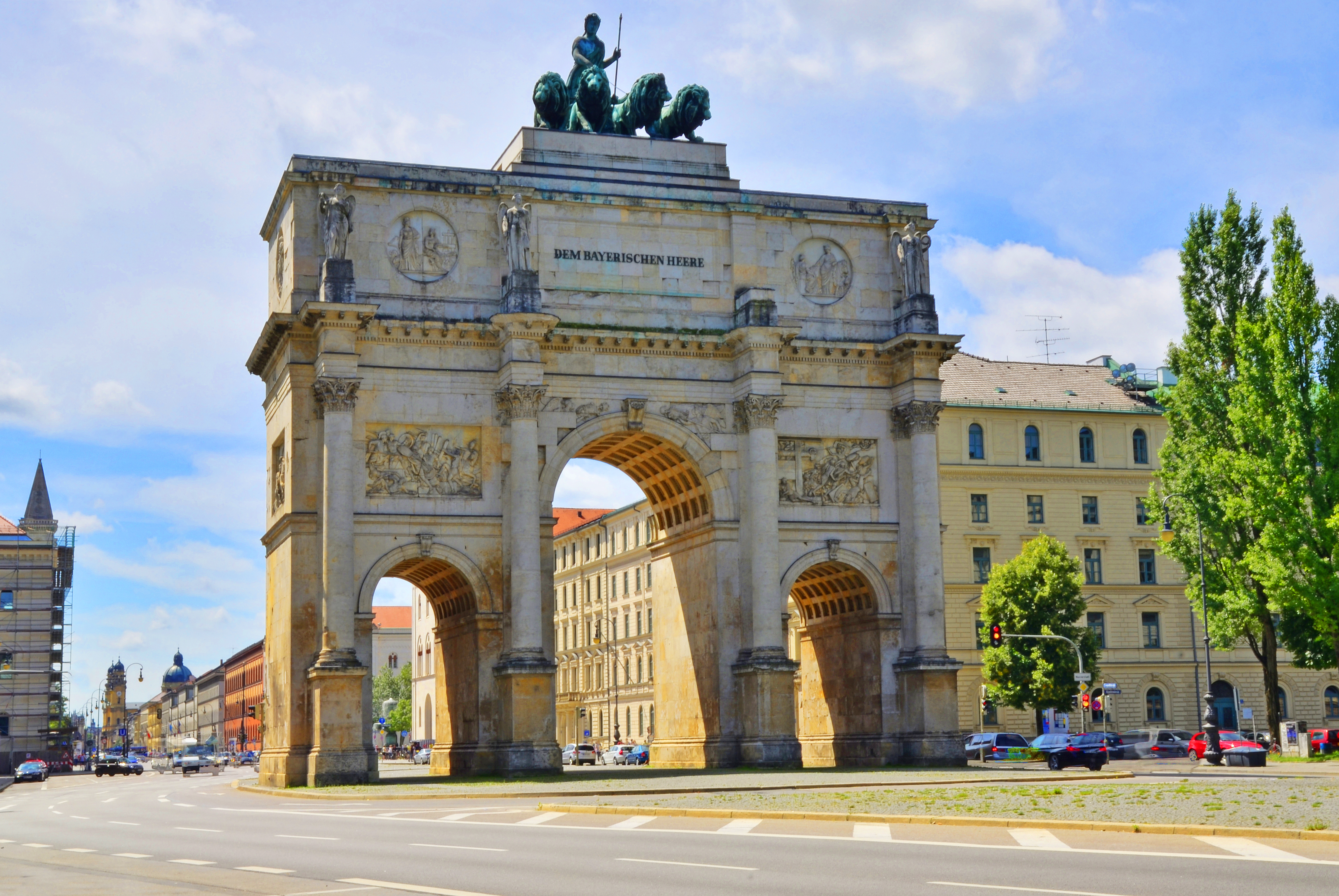
Siegestor
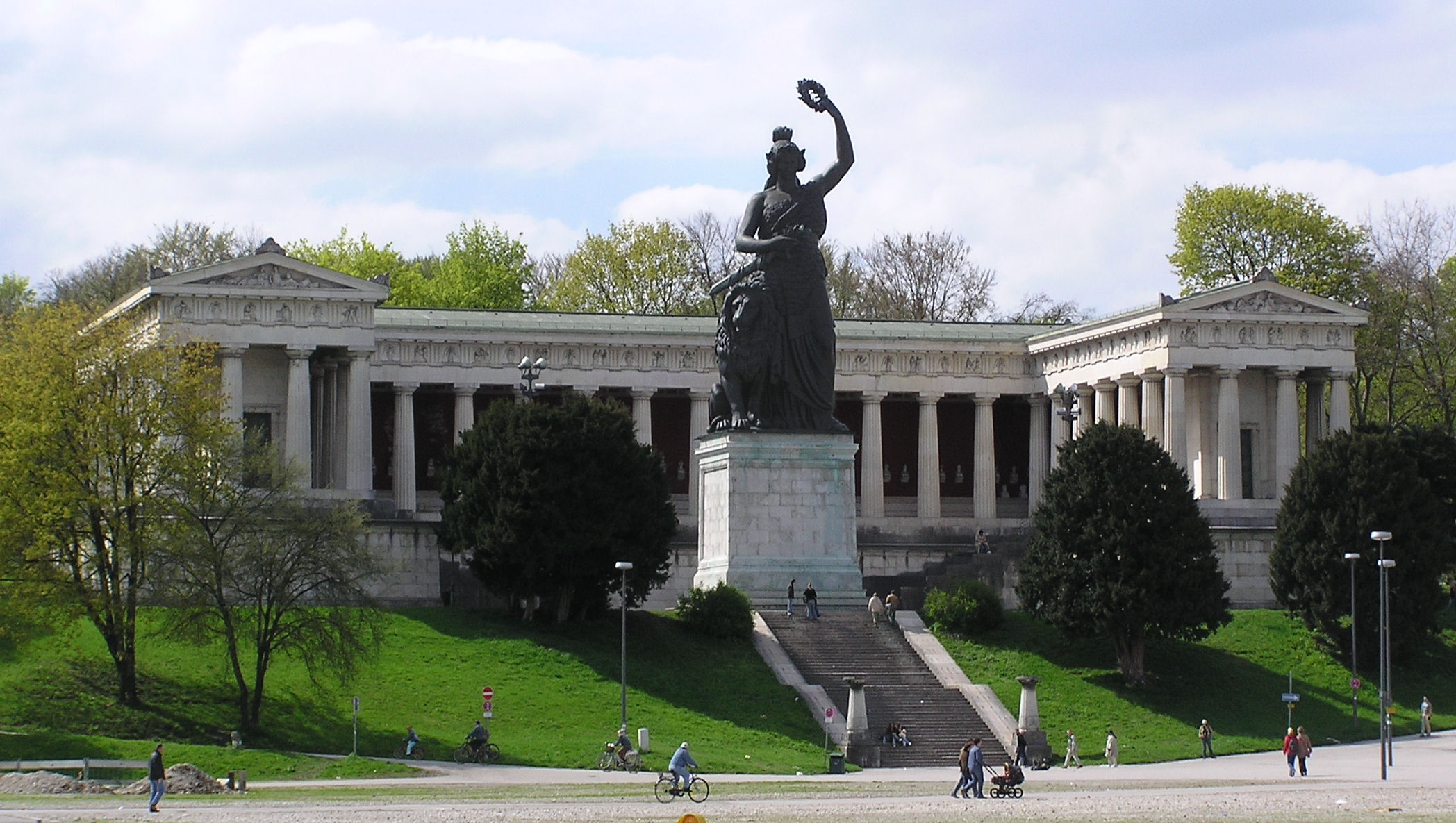
Posąg Bavarii i Ruhmeshalle
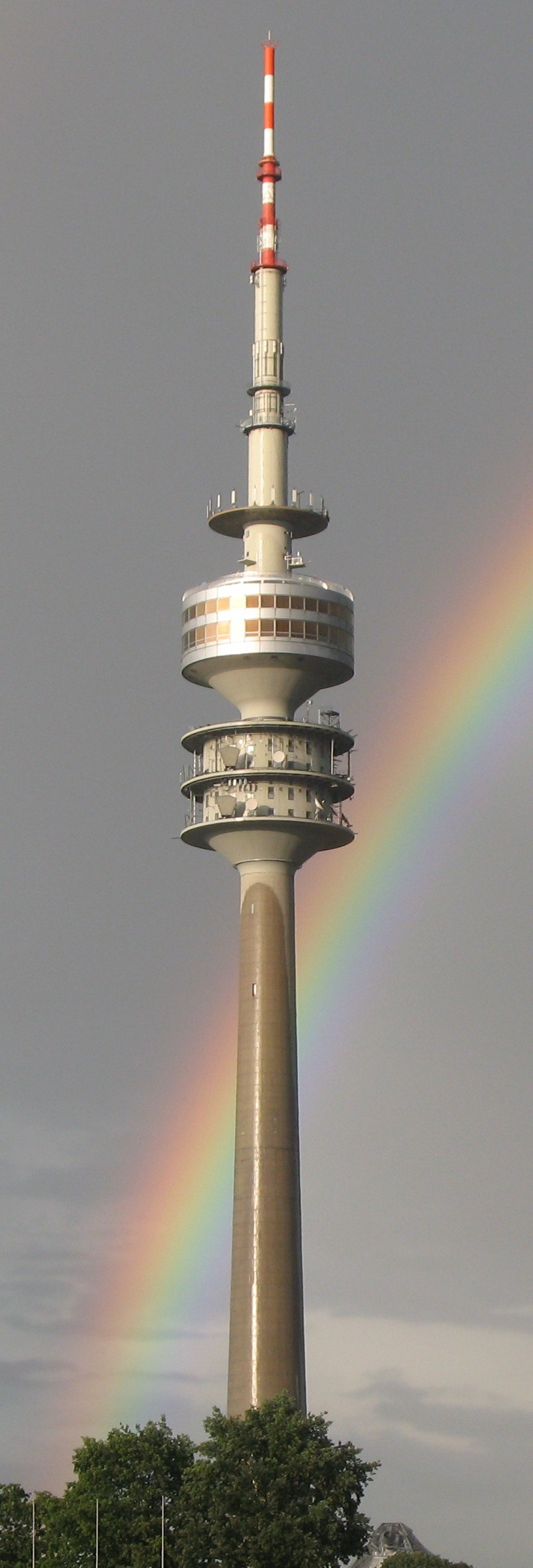
Olympiaturm

## Miasta partnerskie
Miejscowości partnerskie:
- Bordeaux, Francja
- Cincinnati, Stany Zjednoczone
- Edynburg, Wielka Brytania
- Harare, Zimbabwe
- Kijów, Ukraina
- Sapporo, Japonia
- Subotica, Serbia
- Vogošća, Bośnia i Hercegowina
- Werona, Włochy

## Zobacz też

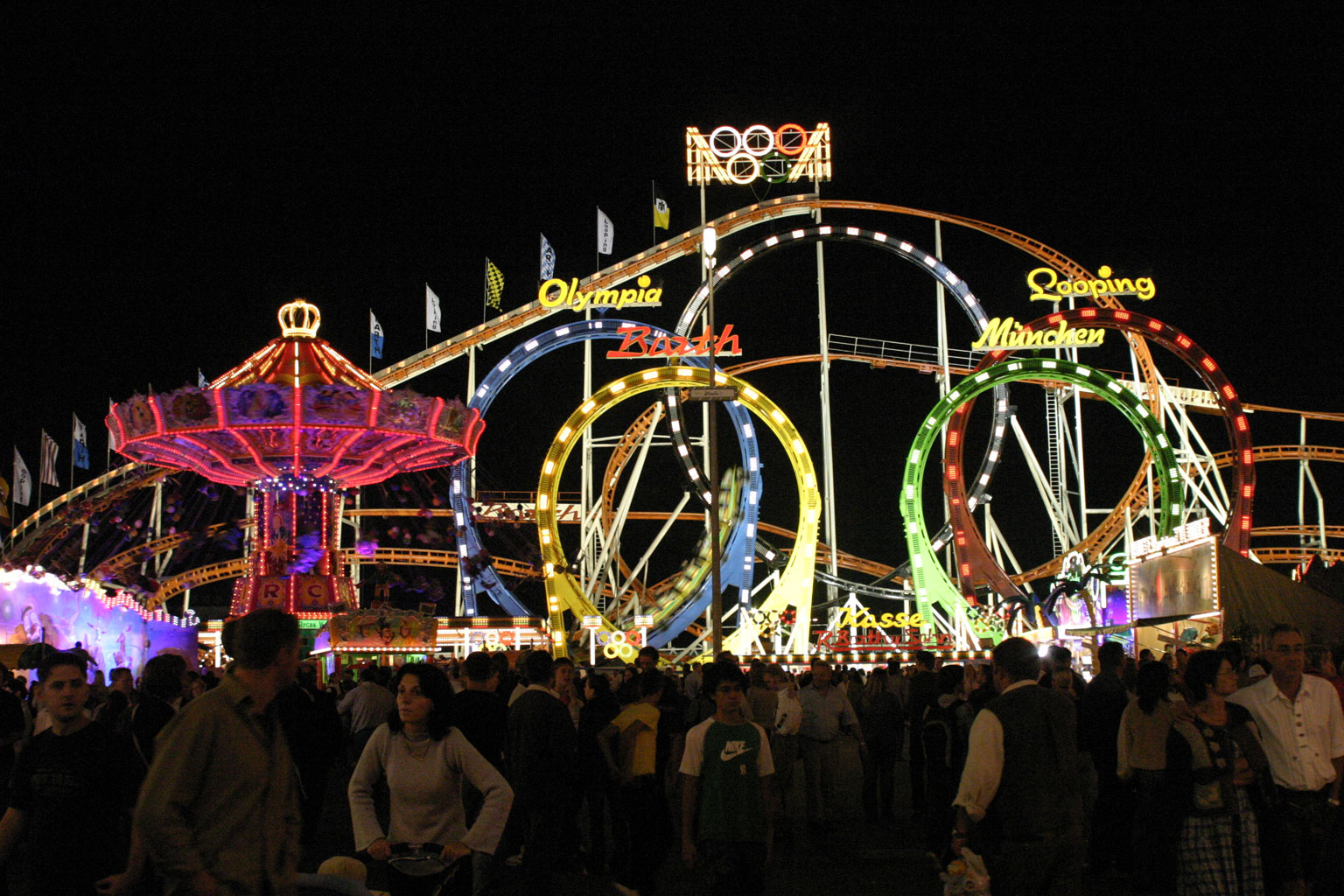
Monachijski Oktoberfest w 2005 roku